# Gnidia eminii
Gnidia eminii är en tibastväxtart som beskrevs av Adolf Engler och Gilg. Gnidia eminii ingår i släktet Gnidia och familjen tibastväxter. Inga underarter finns listade i Catalogue of Life.